# Sivas

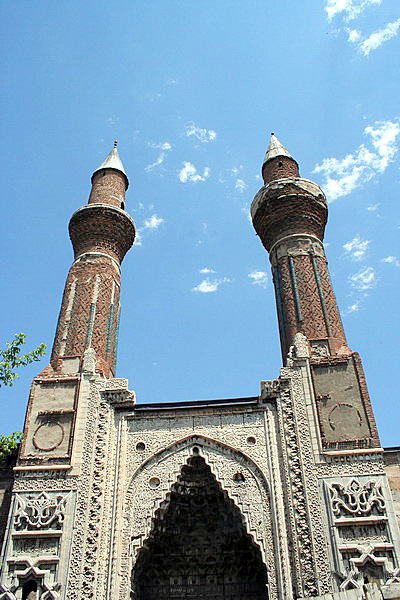
Madraça de Gök, em Sivas

Sivas é uma cidade e distrito do centro da Turquia. É a capital da província homónima, da qual é capital, e faz parte da região da Anatólia Central. O distrito tem 3 488 km² de área e em dezembro de 2021 tinha 388 079 habitantes (densidade: 111,3 hab./km²), dos quais 362 002 na cidade.
É possível Sivas tenha sido a cidade hitita de Samuha, embora haja estudiosos que situam essa cidade cerca de 40 km a oeste de Sivas, no sítio arqueológico de Šamuḫa, no distrito de Yıldızeli. Em 64 a.C. os romanos fundaram no local a cidade de Megalópolis, que algumas décadas depois passou a ser conhecida como Sebásteia (em grego: Σεβάστεια), Sebastea, Sebaste, Sebasteia ou ainda Sebastia ou Sepastia (em armênio: Սեբաստիա).
A cidade encontra-se no grande vale do rio Hális, a uma altitude entre os 1 245 e 1 350 m, é um polo comercial de tamanho médio e um polo industrial, ainda que tradicionalmente a economia local tenha sido baseada na agricultura. Além disso, Sivas é um ponto central na comunicação das rotas norte-sul e leste-oeste para o Iraque e o Irã respectivamente. Com o desenvolvimento das ferrovias, a cidade ganhou renovada importância econômica como uma junção de importantes linhas férreas ligando as cidades de Caiseri, Samessum e Erzurum.

## História

### Antiga e medieval
Pouco se conhece da história de Sivas antes da emergência do Império Romano. Em 64 a.C., como parte de sua reorganização da Ásia Menor após a terceira guerra mitridática, Pompeu, o Grande, fundou uma cidade no local e batizou-a de Megalópolis — "Grande Cidade". Evidências numismáticas sugerem que Megalópolis mudou seu nome nos últimos anos do século I a.C. para "Sebasteia", em honra ao imperador Augusto pois, em grego Σεβάστεια — Sebásteia, deriva de σεβαστός — sebastós (venerável), o equivalente grego do latim augustus — venerável, majestoso. Também é possível que seja uma recordação da antiga cidade santa hitita de Samuha, onde havia um importante santuário. O nome "Sivas" é a versão turca deste nome.
Sebasteia, que se tornou a capital da província romana da Armênia Menor sob o imperador Diocleciano, foi uma cidade com alguma importância na história inicial do Cristianismo. No século IV, foi ali que morou Brás de Sebaste e Pedro de Sebaste, bispos da cidade, e de Eustácio de Sebaste, um dos primeiros fundadores do monasticismo na Ásia Menor. Foi também o local do martírio dos Quarenta mártires de Sebaste, também no século IV. Diversos patriarcas greco-ortodoxos e armênios nasceram em Sebaste, entre eles Ático de Constantinopla, o Patriarca de Constantinopla no século V, e Miguel, o Patriarca Valarsapate do século XVI. Ali também nasceu, em 1676, Mequitar, o fundador da Ordem Mequitarista da Igreja Católica Armênia.
O rei de Vaspuracânia, Senequerim-João, trocou suas terras com o imperador bizantino Basílio II Bulgaróctono em 1021 e emigrou para Sivas com 14 000 de seus nobres e súditos, se tornando um vassalo dos Bizantinos, até que a cidade foi conquistada pelos turcomenos do Emirado Danismêndida (1155–1192) após a batalha de Manzicerta, em 1071.
Em 1174, a cidade foi capturada pelo sultão seljúcida de Rum Quilije Arslã II e serviu periodicamente como a capital do império seljúcida, juntamente com Cônia. Sob seu governo, Sivas foi um importante centro comercial e tinha uma cidadela, além de mesquitas e madraças, quatro das quais ainda existem hoje, uma delas como sede do museu da cidade.
Finalmente, a cidade caiu para o sultão otomano Bajazeto I (r. 1389–1402) em 1398. Em 1400 foi tomada pelos exércitos de Tamerlão (r. 1366–1405) em 1400, que destruíram a cidade. Foi recapturada pelos Otomanos em 1408.
Sob os otomanos, a cidade serviu como o centro administrativo da província de Rum até o final do século XIX.